# Felipe Carrillo Puerto, Quintana Roo
Felipe Carrillo Puerto är en ort i Mexiko.   Den ligger i kommunen Felipe Carrillo Puerto och delstaten Quintana Roo, i den östra delen av landet, 1 200 km öster om huvudstaden Mexico City. Felipe Carrillo Puerto ligger 15 meter över havet och antalet invånare är 23 109.
Terrängen runt Felipe Carrillo Puerto är mycket platt. Runt Felipe Carrillo Puerto är det mycket glesbefolkat, med 4 invånare per kvadratkilometer. Felipe Carrillo Puerto är det största samhället i trakten. I omgivningarna runt Felipe Carrillo Puerto växer i huvudsak städsegrön lövskog.